# Medulla
Medulla és una concentració de població designada pel cens dels Estats Units a l'estat de Florida. Segons el cens del 2000 tenia 6.637 habitants.

## Demografia
Segons el cens del 2000, Medulla tenia 6.637 habitants, 2.567 habitatges, i 1.791 famílies. La densitat de població era de 451,2 habitants/km².
Dels 2.567 habitatges en un 35,6% hi vivien nens de menys de 18 anys, en un 55,6% hi vivien parelles casades, en un 11,1% dones solteres, i en un 30,2% no eren unitats familiars. En el 23,9% dels habitatges hi vivien persones soles el 4,8% de les quals corresponia a persones de 65 anys o més que vivien soles. El nombre mitjà de persones vivint en cada habitatge era de 2,58 i el nombre mitjà de persones que vivien en cada família era de 3,06.
Per edats la població es repartia de la següent manera: un 26,4% tenia menys de 18 anys, un 9,7% entre 18 i 24, un 33,6% entre 25 i 44, un 22% de 45 a 60 i un 8,3% 65 anys o més.
L'edat mediana era de 34 anys. Per cada 100 dones de 18 o més anys hi havia 97,3 homes.
La renda mediana per habitatge era de 45.460 $ i la renda mediana per família de 51.691 $. Els homes tenien una renda mediana de 35.698 $ mentre que les dones 26.341 $. La renda per capita de la població era de 21.459 $. Entorn del 4,2% de les famílies i el 6% de la població estaven per davall del llindar de pobresa.

## Poblacions més properes
El següent diagrama mostra les poblacions més properes.